# Kentucky Route Zero
Kentucky Route Zero es un videojuego de aventura independiente desarrollado por la empresa estadounidense Cardboard Computer y publicado por Annapurna Interactive. El juego se reveló por primera vez en 2011 a través de la plataforma de micromecenazgo Kickstarter y se divide en cinco actos o partes que se publicaron como episodios a lo largo de su desarrollo durante varios años; el primero en enero de 2013 y el último en enero de 2020. El juego fue desarrollado originalmente para Microsoft Windows, OS X y Linux, con versiones también para las videoconsolas Nintendo Switch, PlayStation 4 y Xbox One bajo el subtítulo de TV Edition, coincidiendo con la publicación del acto final.
El juego sigue la narración de un camionero llamado Conway y las personas extrañas que conoce mientras intenta cruzar la ficticia Ruta Zero en Kentucky (Estados Unidos de América) para hacer una entrega final de la empresa de antigüedades para la que trabaja. El juego recibió buenas críticas por su diseño artístico, caracterización, atmósfera y temática.

## Sumario

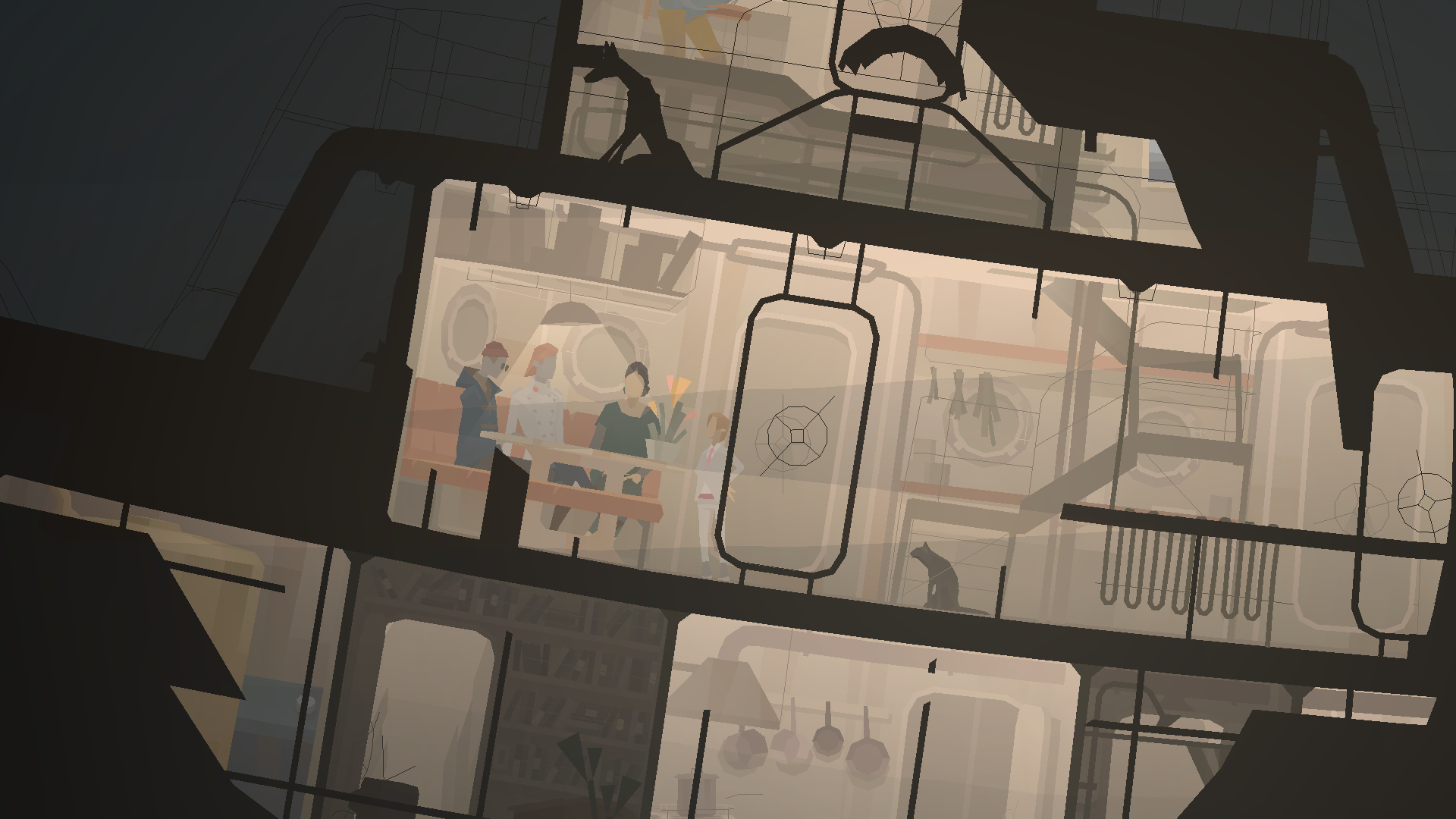
Imagen de Kentucky Route Zero

Kentucky Route Zero es un juego de estilo clásico apuntar y hacer clic, con diálogos basados en cuadros de texto. No hay acertijos o juego de puzles típicos en otros juegos de su categoría, el enfoque del juego es la narración de historias y la atmósfera alrededor. El jugador controla Conway haciendo clic en la pantalla, ya sea para guiarlo a otra ubicación o interactuar con otros personajes y objetos. El jugador también tiene la opción de elegir el diálogo de Conway, y ocasionalmente el diálogo de otros personajes, durante las conversaciones en el juego. El juego está ambientado en varios lugares, entre los cuales Conway puede viajar usando su camión. Se muestra un mapa cuando se viaja en el camino, y el jugador debe guiar el ícono del camión al destino de su elección, principalmente áreas donde el jugador ha sido señalado o enviado. El jugador también toma el control de otros personajes en ciertos momentos.

## Desarrollo
Durante las etapas iniciales del desarrollo del juego, los autores se inspiraron en las historias de ficción de estilo realismo mágico como las creadas por los escritores Gabriel García Márquez, Flannery O'Connor y el director de cine David Lynch. También buscaron inspiración en los guiones teatrales, que luego ayudaron en la caracterización, el diálogo, el diseño del entorno y el tratamiento del espacio, la iluminación y el movimiento. Fue desarrollado utilizando el motor de videojuego Unity. Está traducido del inglés al francés, italiano, alemán, español, japonés y coreano.

## Recepción
Kentucky Route Zero ha recibido críticas muy positivas, GameSpot se refirió a él como «lo suficientemente bello y misterioso como para agarrarte», e IGN lo calificó como «un excelente ejemplo de lo que hace que el medio de los videojuegos sea tan especial». PC Gamer declaró que «Otras aventuras lo ven decidir el destino de un personaje, sus éxitos o fracasos. Kentucky Route Zero hace un punto para pedirle que describa su interior en su lugar, y, por extensión, usted mismo ... Un poderoso evocador y hermoso subversión de apuntar y hacer clic de memoria, pero ocasionalmente opaco y desorientador». AV Club señaló que «KRZ realmente es la obra maestra que los críticos lo han estado alabando durante años "y que" cualquier persona interesada en contar historias y misterios existenciales , y la forma en que el arte puede reflejar nuestro mundo pobre y vacío debería jugarlo».
Rock, Paper, Shotgun nombró el juego Kentucky Route Zero como videojuego del año en 2013. El juego ha sido incluido en varias listas de los mejores de la década.